# 徳川綱吉

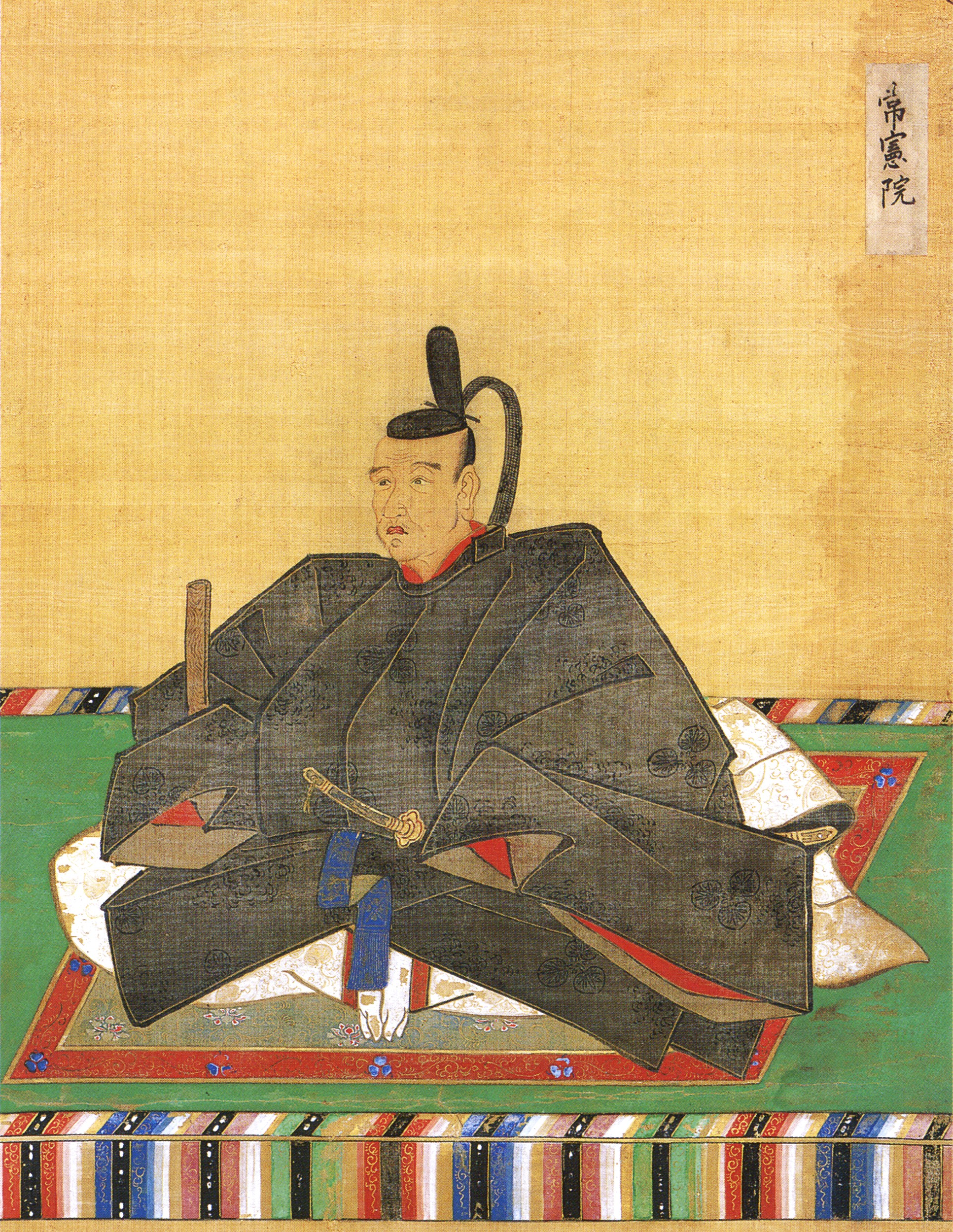
徳川綱吉像（法隆寺蔵）

徳川 綱吉（とくがわ つなよし）は、上野・館林藩初代藩主、江戸幕府の第5代将軍（在職：延宝8年（1680年） - 宝永6年（1709年））。第3代将軍・徳川家光の4男。館林徳川家初代。

## 生涯

### 将軍になるまで
3代将軍・徳川家光の4男として正保3年（1646年）1月8日、江戸城に生まれる。幼名は徳松（とくまつ）。
慶安4年（1651年）4月、三兄の長松（のちの徳川綱重）とともに賄領として近江、美濃、信濃、駿河、上野から15万石を拝領し家臣団を付けられる。同月には家光が死去し、8月に長兄の徳川家綱が将軍宣下を受ける。承応2年（1653年）8月に家綱の右大臣昇進にあわせて2人の弟は元服し、偏諱（「綱」の字）を受けて長松は綱重、徳松は「綱吉」とそれぞれ名乗った（「松平右馬頭綱吉」と松平姓を称したとされる）。同時に従四位下・左近衛権中将・右馬頭に叙任し、同年正三位叙位。
明暦3年（1657年）、明暦の大火で竹橋の自邸が焼失したため9月に神田へ移る。寛文元年（1661年）閏8月、25万石を与えられ上野館林藩主となる。12月には参議に叙任され、この頃「館林宰相」と通称され、徳川姓を名乗ったと考えられる（館林徳川家の創設）。幕府から家臣が付属されており、誕生後から館林藩主となるまで380人近くが派遣された。寛文10年（1670年）に牧野成貞を館林藩家老3,000石に抜擢する。館林藩主となったが、綱吉は基本的に江戸在住であって家臣の8割も神田の御殿に詰めており、生涯で館林に寄ったことは寛文3年の将軍家綱に随伴した日光詣での帰路のみであった。寛文5年11月19日に綱吉は将軍より鷹狩場に行く許可を得、鴈を将軍に献上した後、石川乗政が将軍の返礼の使者として館林の狩場へ赴いているため、綱吉は鷹狩りのため館林に訪れることがあったと想定される。

### 将軍就任と治世
延宝8年（1680年）5月、家綱に跡継ぎとなれる男子がなく、その養子になれたであろう三兄の綱重も既に亡くなっていたため、家綱の養嗣子として江戸城二の丸に迎えられ、同月に家綱が40歳で死去したために内大臣および右近衛大将となり、さらに将軍宣下を受ける。
家綱時代の大老・酒井忠清を廃し、自己の将軍職就任に功労があった堀田正俊を大老とした。その後、忠清は病死するが、酒井家を改易にしたい綱吉は大目付に「墓から掘り起こせ」などと命じて病死かどうかを異常なまでに詮議させたという。しかし証拠は出せず、結局は忠清の弟忠能が言いがかりをつけられて改易されるにとどまった。
綱吉は堀田正俊を懐刀とし、処分が確定していた越後高田藩の継承問題（越後騒動）を裁定し直したり、諸藩の政治を監査するなどして積極的な政治に乗り出し、「左様せい様」と陰口された家綱時代に下落した将軍権威の向上に努めた。また、幕府の会計監査のために勘定吟味役を設置して、有能な小身旗本の登用をねらった。荻原重秀もここから登用されている。山内豊明を若年寄に、南部直政・相馬昌胤を側用人に起用するなど外様大名からも一部幕閣への登用がみられる。
また、戦国の殺伐とした気風を排除して徳を重んずる文治政治を推進した。これは父・家光が綱吉に儒学を叩き込んだことに影響している（弟としての分をわきまえさせ、家綱に無礼を働かないようにするためだったという）。綱吉は林信篤をしばしば召しては経書の討論を行い、また四書や易経を幕臣に講義したほか、学問の中心地として湯島聖堂を建立するなど大変学問好きな将軍であった。儒学の影響で歴代将軍の中でも最も尊皇心が厚かった将軍としても知られ、御料（皇室領）を1万石から3万石に増額して献上し、また大和国と河内国一帯の御陵を調査の上、修復が必要なものに巨額な資金をかけて計66陵を修復させた。公家たちの所領についてもおおむね綱吉時代に倍増している。
のちに赤穂藩主浅野長矩を大名としては異例の即日切腹に処したのも、朝廷との儀式を台無しにされたことへの綱吉の激怒が大きな原因であったようである。綱吉のこうした儒学を重んじる姿勢は、新井白石・室鳩巣・荻生徂徠・雨森芳洲・山鹿素行らの学者を輩出するきっかけにもなり、この時代に儒学が隆盛を極めた。
綱吉の治世の前半は、基本的には善政として天和の治と称えられている。
しかし貞享元年（1684年）、堀田正俊が若年寄・稲葉正休に刺殺されると、綱吉は以後大老を置かず側用人の牧野成貞、柳沢吉保らを重用して老中などを遠ざけるようになった。また綱吉は儒学の孝に影響されて、母・桂昌院に従一位という前例のない高位を朝廷より賜るなど、特別な処遇をした。桂昌院とゆかりの深い本庄家・牧野家（小諸藩主）などに特別な計らいがあったともいう。

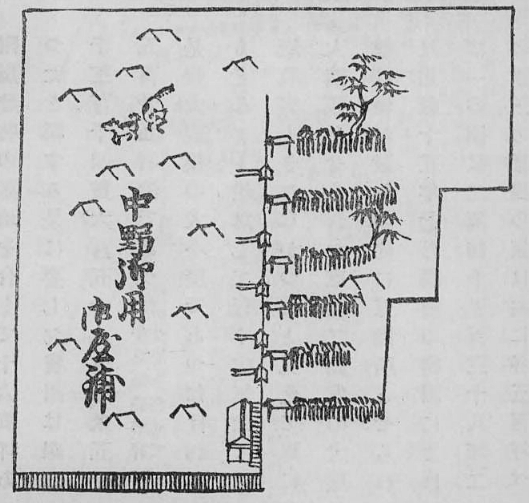
中野犬小屋の図。元禄9年

この頃から有名な生類憐みの令をはじめとする、後世に“悪政”といわれる政治を次々と行うようになった（生類憐れみの令については、母の寵愛していた隆光僧正の言を採用して発布したものであるとされる。なお、一般的に信じられている「過酷な悪法」とする説は、江戸時代史見直しの中で再考されつつある。詳しくは綱吉の#評価を参照のこと）。これらが幕府の財政を悪化させた。勘定吟味役（後の勘定奉行）・荻原重秀の献策による貨幣の改鋳を実施したが、本来改鋳すべき時期をやや逸していたこともあり、また元禄金と元禄銀の品位低下のアンバランス、富裕層による良質の旧貨の退蔵から、かえって経済を混乱させている。

### 乱れた晩年から最期
嫡男の徳松が死去した後の将軍後継問題では、綱吉の娘婿（娘・鶴姫の夫）である徳川綱教（紀州徳川家）が候補に上がったが、徳川光圀が反対したという説もある。宝永元年（1704年）、6代将軍は甥（兄・綱重の子）で甲府徳川家の綱豊（のちの家宣）に決定する。
元禄時代末期から宝永期にかけては災害や飢饉が相次ぎ、人心が動揺する事態になる。お膝元の江戸でも大火が起こり、上野東叡山の家綱廟が焼けた。余りに災害が相次いだため、元禄17年3月13日をもって宝永と改元されたが、その後も災害が相次いだ。新井白石の『折たく柴の記』によると、綱吉は相次ぐ災害による修復費用を全国に課したが、その金額は40万両だった。木村礎によると、当時の国役金は100石に付き2両だったから、40万両は2000万石の所領から徴収されたものであり、これは幕領400万石を遥かに超えていたという。しかも、この40万両の全てが災害対策に回されず、半分以上が綱吉により私的に使用されたり、幕府財政に繰り入れられたという。木村は綱吉が30年近くも将軍の地位にあり、阿諛追従の中に暮らしていたので民衆の苦しみなどというものがわからなくなっていたのだとしている。
宝永5年（1708年）10月5日に柳沢吉保屋敷に御成し、荻生徂徠と語り合い、自ら大学の序を講じ、猿楽を見たという。年末の12月28日から綱吉は当時江戸市中で流行していた麻疹にかかった。年明けの宝永6年（1709年）元旦の儀式には綱吉は出席していない。1月3日、柳沢から諸大名に対して、綱吉が麻疹であるが軽症である旨の通達が行なわれた。その後、一時は快方に向かったものの、1月10日に容態が悪化し、成人麻疹により江戸城中で死去した、享年64（満62歳没）。

## 死後
綱豊改め家宣が将軍になると「生類憐れみの令」は1月20日に廃止された。しかし殺生である鷹狩りは、徳川吉宗（綱教の弟）が8代将軍になった後まで復活することはなかった。

## 官歴
※日付は旧暦。
- 承応2年（1653年）
  - 8月12日、元服。従四位下右近衛権中将兼右馬頭に叙任。
  - 8月17日、正三位に昇叙。
- 寛文元年（1661年）12月28日、参議補任。
- 延宝8年（1680年）
  - 5月7日、将軍後継者となり、従二位権大納言。
  - 8月21日、正二位内大臣兼右近衛大将。征夷大将軍・源氏長者宣下。
- 宝永2年（1705年）3月5日、右大臣
- 宝永6年（1709年）
  - 1月10日、薨去。
  - 1月23日、贈正一位太政大臣。

## 評価
綱吉の行状については価値の低い史料による報告が誇張されて伝えられている部分もあり、近年では綱吉の政治に対する評価の再検討が行われている。
綱吉は「側近の寵臣以外の意見を軽視し、悪法で民衆を苦しめた」という否定的評価がなされる一方で、元禄4年（1691年）と同5年（1692年）に江戸で綱吉に謁見したドイツ人医師エンゲルベルト・ケンペルの「非常に英邁な君主であるという印象を受けた」といった評価も受けている（ケンペル著『日本誌』）。ケンペルの綱吉観や両者の交流についてはベアトリス・M. ボダルト・ベイリー『ケンペルと徳川綱吉』（中公新書、1994年 ISBN 4-12-101168-6）に詳しい。
綱吉の治世下は、近松門左衛門、井原西鶴、松尾芭蕉といった文化人を生んだ元禄期であり、好景気の時代だったことから優れた経済政策を執っていたという評価もある。また、治世の前期と後期の評価を分けて考えるべきだという説もある。前期における幕政刷新の試みはある程度成功しており、享保の改革を行った8代将軍徳川吉宗も綱吉の定めた天和令をそのまま「武家諸法度」として採用するなど、その施政には綱吉前期の治世を範とした政策が多いと指摘されている。
深井雅海によれば、綱吉はその治世を通して46家の大名を改易もしくは減封し、1297名の旗本・御家人を処罰している。旗本の5人に1人は何らかの処罰を受けたことになるが、処罰の理由として際だって多いのが「勤務不良」（408名）と「故ありて」（315名）である。深井は旗本の大量処罰を「封建官僚機構の整備」と評価している。一方で、処罰された旗本の32パーセントは小姓や近習といった行政官僚ではない役職で、その理由の多くは仔細不明の「故ありて」に該当し、政治的な意図のない恣意的な人事も相当数行われたと考えられる。『徳川実紀』附録巻下には、柳沢吉保が旗本の処罰があまりに厳しいことについて、家康以来の家臣である彼らを「扇子・鼻紙などのごとく」軽々しく扱ってはならない、と諫言したとある。

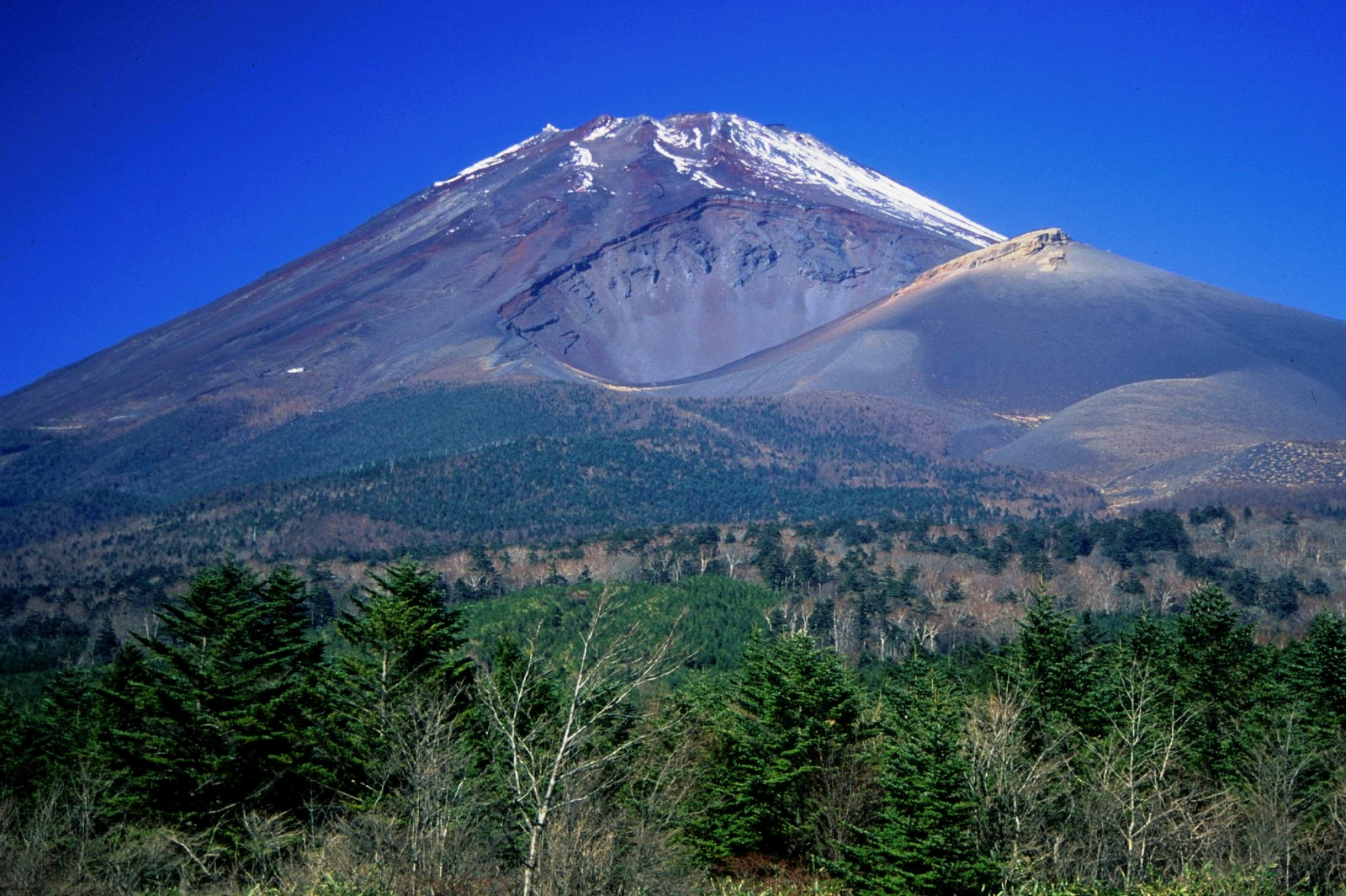
富士山に大穴を開けた大噴火による宝永山の出現は綱吉や重秀の悪政の証拠の一つとされた。

綱吉の治世の評価が低いことについては、晩年期に頻発した不幸な偶然もいくつかあると指摘されている。具体的には、元禄8年（1695年）頃から始まる奥州の飢饉、元禄11年（1698年）の勅額大火、元禄16年（1703年）の元禄地震・火事、宝永元年（1704年）前後の浅間山噴火・諸国の洪水、宝永4年（1707年）の宝永地震・富士山噴火、および宝永5年（1708年）の京都大火などである。それらは、現代では治世の評価を左右するものとは考えにくいが、当時はこういった天変地異を「天罰（＝主君の徳が無いために起こった）」と捉える風潮が残っていた。
新井白石は、元禄8年（1695年）以来始まった貨幣改鋳は、近年の奢侈流行による幕府の出費拡大の穴埋めのために金銀の如き天地から生まれた大宝に混ぜ物をした結果、天災地変を招いたのであって、これよりひどい悪政は前後にその類を見ないと酷評した。
また、現代においての評価はテレビドラマによるところが大きい。綱吉がドラマに登場するのは基本的に『忠臣蔵』関連か『水戸黄門』関連のドラマのどちらかであることが多いためである。
『忠臣蔵』（赤穂事件）では大抵の場合、高家・吉良義央が浅野長矩へ悪態を見せる姿が描かれる。その結果、長矩にのみ切腹を命じて義央の罪を問わなかった綱吉には義央の悪態に加担したかのような否定的イメージが付きまとってしまう。このことも、綱吉の評価を実際以上に低めていると言える。
綱吉のもう一つの不運は、「水戸黄門」徳川光圀の存在である。光圀には生類憐れみの令に抗議して犬の毛皮を送ったという逸話を中心に綱吉に直言したという記録がいくつかあるため、『水戸黄門』の物語中では悪役を割り当てられてしまっている。また、光圀が『大日本史』を編纂し、綱吉が自ら『易経』を講じるなど、類似した方向性を持っていたことから、水戸黄門ファンの中には、黄門を持ち上げるためにことさらに綱吉をけなすという風潮もある。
綱吉再評価に関する文献として、代表的で入手が容易なものとして、塚本学『徳川綱吉』（吉川弘文館、1998年）、山室恭子『黄門さまと犬公方』（文春新書、1998年 ISBN 4-16-660010-9）が挙げられる。また、2004年12月28日にフジテレビ系列で放送されたドラマ『徳川綱吉 イヌと呼ばれた男』も、この再評価に連なる系列のものである。
東京帝国大学教授の三上参次は、自らの著書である『江戸時代史』上下の「五代将軍綱吉の晩年」において、元禄期を中心とする綱吉の人物論について「かくの如く毀誉褒貶種々なりと雖も、要するに綱吉は善き方にも悪しき方にも狂的なりしなり（これほど褒めることけなすことが様々あるのは、要するに綱吉が善悪どちらも極端すぎるからだ）」と評価している。つまり、綱吉は良いことでも悪いことでも、何事も極端であったということである。木村礎は別の言葉では「個性的」だったということになるとしている。綱吉の好学、側用人牧野成貞、柳沢吉保の屋敷に対する御成の回数、生類憐みの令とそれに関連した仏教への崇敬、越後騒動に対する対処などがそれに表れていると木村は評している。
ただし綱吉を「狂的」と評した三上だが、元禄時代の政治については「大御所時代を除きては、此の時代は（中略）極盛時代にして、一言にていへば、先づ延喜・天暦の代（醍醐天皇・村上天皇の時代で、平安時代の全盛期）の代に比すべきなり」と絶賛している。木村はこれについて、三上の綱吉評と元禄時代評が余りに異なることを「興味深い」「これほど異なるのは他の時代・将軍には見られないことのように思う」と述べている。また木村は綱吉の時代には既に「時代は将軍の個性などというものとは関係なく動くようになっており、従って将軍が多少狂的であっても、差し支えないのではないかということである。家康は明らかに時代の体現者だったが、綱吉は然らず」「時代が安定していたからこそ、綱吉のようなズレた将軍が出現しえたのだ」という見解を述べている。

## 綱吉と能
家康以来、代々の将軍は能を愛好してきたが、綱吉はその中でも「能狂」と言われるほどの執着を示した。綱吉の能狂の特徴として、能楽研究者の表章は以下の5点を挙げる。
1. 自ら能を舞い、それを人に見せることを好んだこと。
2. 側近・諸大名に能を舞うことを強制したこと。
3. 能役者の追放・登用、また流派を超えての移籍などを繰り返したこと。
4. 能役者を士分に取り立てたこと。
5. 稀曲・珍曲を見ることを好んで、廃曲となっていたものをも多く復活させたこと。

まず1については、将軍就任後間もない延宝9年（1681年）2月、桂昌院のために催した能で、自ら「船弁慶」「猩々」を舞うなど、早い時期から見られる傾向である。これは年を追うごとに頻度を増し、江戸城内のみならず、寵臣邸や寺社へ赴く際には、儒学の講義に続いて綱吉が能を舞うことが常であり、元禄10年（1687年）には71番の能、150番以上の舞囃子を舞っている。諸大名や公家もまた、追従としてその拙い能を所望せねばならなかった。
2についても、将軍就任当初から小姓に能を舞わせるなどしていたが、後には側近ばかりか大大名にもこれを強制した。貞享3年（1686年）4月、徳川綱教・前田綱紀・徳川光友・徳川綱豊・徳川光貞・徳川光圀・徳川綱誠・徳川綱條による能が催されているのがその好例であるが、この場合も彼らは直前になって綱吉の命を受け、慌てて稽古をせねばならなかった。綱吉が宝生流を好んだため、諸大名も宝生流を取り立てたことが、現在まで加賀などで宝生流が盛んな一因となった。
3の例となるのは、宝生大夫による「道成寺」の小鼓を打つことを命じられた小鼓観世家当主・観世新九郎が、流派が違うことを理由にこれを拒否したことに対し、天和3年（1683年）2月に新九郎父子を追放、翌3月、宝生座に移籍させ姓まで宝生に変えさせて呼び戻した一件である。他にも館林時代のお抱え役者の登用、さらに貞享3年には喜多流三世・喜多七太夫宗能を追放し、喜多座を解体するという「能界を震撼させる大事件」を起こしている（翌年赦免）。
4については、『徳川実紀』にも批判する文章が載せられている。士分に取り立てられた役者は、特に貞享以後はこのために新設された廊下番のポストにつけられて表向き能役者を廃業し、綱吉が城中で私的に催す能に出演させられた。当初は五座以外の役者を士分としていたが、次第に諸座の大夫・家元クラスがその対象となっていった。これを断ればやはり追放が待っており、当主・後継者を奪われた各家は大きく混乱した。特に大夫を2度にわたって取り立てられた喜多座では、分家の権左衛門家が断絶を余儀無くされている。登用された役者たちは、三世喜多七太夫宗能改め中条直景のように900石取りにまで出世するものもいたが、五世喜多七太夫恒能のように綱吉の男色の相手を断り切腹させられるなど、多くは過酷な運命をたどることとなった。
5であるが、綱吉は日頃演じられない珍しい曲を観ることを好み、廃絶されていた古曲を積極的に復曲させて上演させた。それまで長く演じられなかったにもかかわらず、綱吉の時代に復活した曲は実に41番にも及ぶ。もっともこれも、6日ほど前に急に命じられ、慌てて間に合わせたものがほとんどであったが、そのうち20番は現在まで各流派で演じられており、中には「雨月」「大原御幸」「蝉丸」など現在でも高く評価されている曲が含まれている。同様の傾向のあった家宣による復曲と合わせ、「怪我の功名」ながら、これは後世に残る業績となっている。

## 人物・逸話

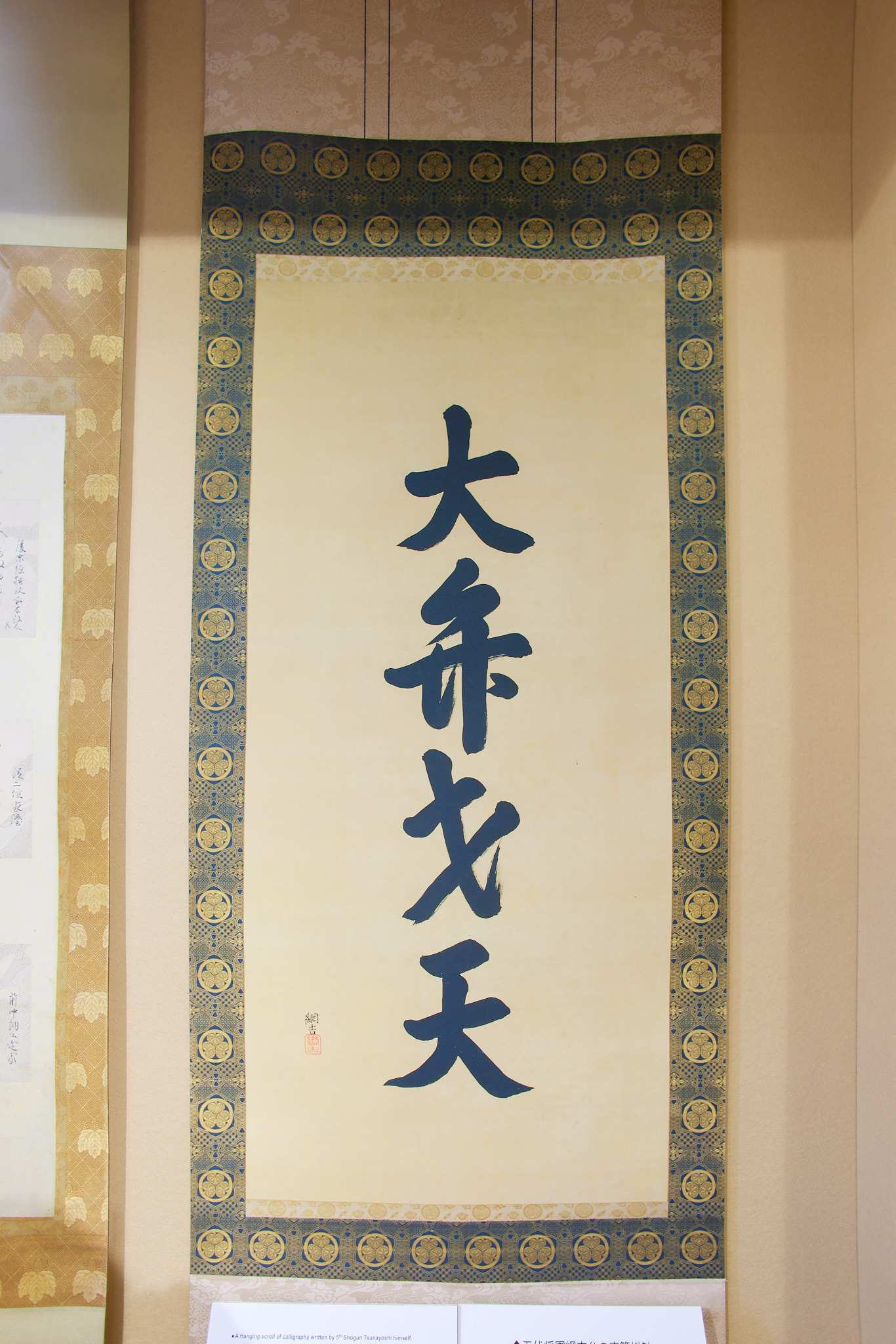
綱吉書「大弁才天」

- まだ将軍宣下を受ける前から幕領の代官たちに対し、「支配者が寛（くつろ）かに民を扱うと、民は奢りに走り本業を怠る。奢侈を許してはいけない。民は為政者を信用しておらず、為政者もまた民を疑っている。このようなことが起こらないように意思の疎通に心がけよ。代官等は率先して身を慎み、職務をよく理解し、年貢の収納に努め、下役に任せきりにせず、自らが先に立って職務に精励することが肝要である。」と諭したとされる。
- 「大樹寺に収められている歴代将軍の位牌は、その身長にあわせて作られている」という俗説があり、綱吉は位牌の高さが124cmであることを根拠に当時の一般的な成人男性よりかなり身長が低かったのではないかと言われ、「低身長症だった」とする説もある。また、残された甲冑のサイズ[注釈 5]からも身長は低かったのではないかと推測されている[20]。ただし、当時の人物評にはそのような記述は存在しない。
- 「七五三」は徳松の健康を願ったのが始まりとも言われるが、徳松は夭折した。
- 将軍職に就いてまだ日も浅い頃、前将軍・家綱の治世に決着がついていた越後騒動について、当事者の小栗美作と永見大蔵を呼び寄せた上で綱吉自身が家綱の決定を覆す採決をした。すなわち、高田藩主・松平光長は領地没収、小栗美作父子に切腹を命じ、永見大蔵に島流しと決定したのである。このとき、老中の堀田正俊が決定を言い渡した後、綱吉は「これにて決裁す、はやまかり立て」と大音声で言ったという。
- 久能山東照宮博物館には、綱吉自筆とされる「稼穡（かしょく）図屏風」（六曲一双）が残されている。図様は狩野探幽に近く、探幽の弟子筋に習ったと考えられる。稼穡とは農事・農業のことで、当時は為政者たる武士が民衆の姿を描いた絵を見て民の苦労を思い起こし、自らの政治姿勢を正すのを目的とした鑑戒画がしばしば描かれた[21]。将軍自らが、帝王学の課題として鑑戒画を学んでいたことを表す興味深い作品である。
- 鍼治療を振興し持病を治療した盲人鍼師杉山和一に欲しい褒美を尋ね、一つの目を所望されその代わりに本所一つ目に約1900坪の土地を授け、盲人の職能訓練や組織再編に便宜を図った。
- 死因については、綱吉がご落胤とされる柳沢吉里を将軍継嗣にしようとしたのを阻止するため、正室・信子が無理心中を図ったという説があり、信子の墓所には長く黒網がかけられていたという。また、信子が夫綱吉を刺殺したとされる大奥の宇治の間がその後「開かずの間」にされているが、これは綱吉と信子が短い間に相次いで病死したことによる後世のフィックションである。また死の直前に正月の餅を食べており、麻疹と併発していた急性気管支炎の発作によって、餅を詰まらせて窒息死したという説もある（当時の記録でも「薬無くして崩ず」という文章が残っている）[22]。
- お手つきに牧野成貞の妻の阿久里とその娘の安などがいたという俗説もあるが、後世の創作と考えられる。
- 綱吉の「側用人」として知られる柳沢吉保は館林藩時代からの学問上の師弟関係にあり、綱吉は将軍就任後もたびたび吉保邸への御成を行っている。柳沢吉保の生母・了本院の侍女で側室となった染子は綱吉からの拝領妻であるという俗説があり、彼女の出産した柳沢吉里は綱吉の落胤であるとの噂が当時からあった。綱吉は柳沢家に、松平姓を与えて特に連枝の待遇としたが、これがその事情を雄弁に物語っているという指摘もあるが、現在ではこの説は否定されている。
- 寵僧である護持院隆光を通じて、母の桂昌院と共に、奈良時代に大和国（奈良県）で鑑真が開基した唐招提寺に帰依した[23]。南北朝時代と戦国時代の戦乱で荒廃した唐招提寺の復興に尽力し、元禄11年（1698年）には戒壇院の再興を行った[23]。

## 室と子女
正室
- 鷹司信子

側室
- お伝の方（小谷の方・五の丸殿とも）（瑞春院）
- 大典侍（北の丸殿とも）（寿光院）
- 新典侍（清心院）

子女
- 伝（瑞春院）所生
  - 長女・鶴姫：徳川綱教室
  - 長男・徳松（夭折）：館林藩第2代藩主

養子
- 八重姫（養仙院・随性院）：鷹司輔信娘、徳川吉孚室
- 喜知姫（知法院）：徳川綱誠十四女
- 松姫（磯姫・光現院）：徳川綱誠十七女、前田吉徳室
- 竹姫（浄岸院）：清閑寺熙定娘、島津継豊室　　※側室大典侍の養女
- 尊統法親王：有栖川宮幸仁親王王子、霊元天皇養子

## 偏諱を受けた人物
（※凡例：［ ］内は初名、（ ）内の｢世子｣は藩主になる予定であったが継ぐ前に亡くなった人物を、それぞれ示す。）
公家
- 二条吉忠（二条家当主）

親藩
- 徳川吉宗（紀州徳川家。紀州藩主。のち第8代将軍）
- 徳川吉通（尾張徳川家。尾張藩第4代藩主）
- 徳川吉孚（水戸徳川家世子）
- 松平吉品（越前松平家。福井藩第7代藩主。松平昌親より改名。）
- 松平吉邦（越前松平家。吉品養子。のち福井藩第8代藩主。）
- 松平吉透［吉秀］（越前松平家。松江藩第4第藩主）
- 越智吉忠（甥（兄・綱重の子）、家宣の実弟、のちの松平清武）

譜代大名
- 柳沢吉保（綱吉寵臣。幕府側用人。川越藩主、甲府藩初代藩主。）
- 柳沢吉里（吉保の嫡子。甲府藩第2代藩主、大和郡山藩初代藩主）

外様大名
- 伊達吉村（仙台藩第5代藩主）
- 上杉吉憲（米沢藩第5代藩主）
- 前田吉徳［吉治］（加賀藩第5代藩主）
- 池田吉泰［吉明］（鳥取藩第3代藩主）
- 池田吉政（岡山藩世子）
- 浅野吉長（広島藩第5代藩主）
- 毛利吉就（長州藩第3代藩主）
- 毛利吉広（長州藩第4代藩主、吉就の実弟）
- 毛利吉元（長州藩第5代藩主、吉広の養嗣子）
- 蜂須賀吉武（徳島藩世子）
- 黒田吉之（福岡藩世子）
- 鍋島吉茂（佐賀藩第4代藩主）
- 細川吉利（熊本藩世子）
- 島津吉貴（薩摩藩第4代藩主）

## 関連作品
在任中に赤穂事件が起きたことから、忠臣蔵やその関連作品にたびたび登場する。

### 小説
- 松本清張『大奥婦女記』（講談社、1957年）
- 吉屋信子『続・徳川の夫人たち』（朝日新聞社、1967年）
- 佐々木裕一『浪人若さま新見左近』（コスミック出版、2010年）史実と違い綱豊との関係は良好で、幕臣の企みを見抜く洞察力にも長ける
- 眞邊明人『もしも徳川家康が総理大臣になったら』（サンマーク出版、2021年）

### 映画
- 赤穂城断絶（1978年）茂山千五郎
- 大奥十八景（1986年）宮内洋
- 江戸城大乱（1991年）坂上忍
- 大奥〜永遠〜［右衛門佐・綱吉篇］（2012年）菅野美穂※男女逆転設定
- 身代わり忠臣蔵（2024年）北村一輝
- もしも徳川家康が総理大臣になったら（2024年）池田鉄洋

### テレビドラマ
徳川綱吉が主人公のテレビドラマ
- 徳川綱吉 イヌと呼ばれた男（フジテレビ、2004年 草彅剛）
- 新解釈・日本史 第7話（MBS、2014年 ムロツヨシ）

その他のテレビドラマ
- 水戸黄門（TBS） 武内亨（1部）、清川新吾（2部 - 5部）、江原真二郎（8部）、浜畑賢吉（10部）、長谷川哲夫（13部 - 28部）、堤大二郎（29部 - 38部）、中村繁之（39部 - 41部）、風間トオル（42部 - 最終回スペシャル）、植草克秀（2015年スペシャル）
- 赤穂浪士（NHK大河ドラマ、1964年）十四代目守田勘弥
- 大奥（関西テレビ、1968年）高橋昌也
- あゝ忠臣蔵（関西テレビ、1969年）有馬昌彦
- 男は度胸（NHK、1970年）中村伸郎
- 大忠臣蔵（NET、1971年）高橋昌也
- 元禄太平記（NHK大河ドラマ、1975年）芦田伸介
- 峠の群像（NHK大河ドラマ、1982年）竹脇無我
- 大奥（関西テレビ、1983年） 小日向範威→津川雅彦
- 忠臣蔵（日本テレビ、1985年）夏八木勲
- 徳川風雲録 御三家の野望（テレビ東京、1986年）中村嘉葎雄
- 大忠臣蔵（テレビ東京、1989年）岩井半四郎
- 天下の副将軍水戸光圀 徳川御三家の激闘（テレビ東京、1992年）柄本明
- 八代将軍吉宗（NHK大河ドラマ、1995年）津川雅彦
- 炎の奉行 大岡越前守（テレビ東京、1997年）長門裕之
- 元禄繚乱（NHK大河ドラマ、1999年）萩原健一
- 大奥（フジテレビ、2003年）峰蘭太郎
- 大奥〜第一章〜 スペシャル（フジテレビ、2004年） 須賀健太
- 忠臣蔵（テレビ朝日、2004年）津川雅彦
- 大奥〜華の乱〜（フジテレビ、2005年） 谷原章介
- 忠臣蔵 瑤泉院の陰謀（テレビ東京、2007年） 津川雅彦
- 徳川風雲録 八代将軍吉宗（テレビ東京、2008年） 山本圭
- 大奥〜誕生［有功・家光篇］（TBS、2012年） 古野本二葉※男女逆転設定
- 大奥（NHKドラマ10、2023年） 仲里依紗※男女逆転設定

### 漫画
- 大奥（白泉社、よしながふみ）※男女逆転設定